# جورج دودلي
جورج دودلي (بالإنجليزية: George Dudley)‏ هو مصمم الإنتاج أمريكي، ولد في 8 مايو 1897 في ديترويت في الولايات المتحدة، وتوفي في 5 يونيو 1959 في لوس أنجلوس في الولايات المتحدة.

## وصلات خارجية
- جورج دودلي على موقع IMDb (الإنجليزية)
- جورج دودلي على موقع أول موفي (الإنجليزية)
- جورج دودلي على موقع قاعدة بيانات الفيلم (الإنجليزية)